# パララックス・ビュー (映画)
『パララックス・ビュー』（原題：The Parallax View）は、1974年制作のアメリカ合衆国のスリラー映画。
ローレン・シンガー原作のポリティカル・スリラー小説をアラン・J・パクラ監督、ウォーレン・ベイティ主演で映画化。タイトルの意味は「視差」。

## あらすじ
次期大統領候補と目されるキャロル上院議員がシアトルのスペースニードルで演説中に凶弾に倒れた。事件の調査委員会は狂信的愛国者の単独犯行であると発表し、そのまま事件は忘れ去られた。
3年後、ロサンゼルスの地方紙で記者ジョー・フレイディの自宅に、女性ジャーナリストでかつての恋人でもあったリー・カーターがやってきた。彼女はキャロル上院議員暗殺事件の20人近い目撃者の1人だったが、3年間にそのうちの6人が不慮の事故で死亡し、やがて自分も殺されるのではないかとジョーに打ち明け、ひどく怯える。ジョーはその話を一笑に付したが、数日後、リーは死体となって発見される。死因は睡眠薬の過剰摂取とされた。
この事件に疑惑を抱いたジョーは、やはり現場にいた判事が事故死したことを知り、暗殺事件の再調査を始める。その結果、彼は“パララックス・コーポレーション”という会社の就職願書と適性テスト用紙を発見する。さらに調査を進めたジョーは、その願書が巧妙に反社会的な性格をもつ人間を選びだすことを目的としたものであると知る。
ジョーはキャロル上院議員の選挙参謀だったオースティン・タッカーを探し出したが、タッカーも爆殺されてしまう。ジョーは最後の手段としてパララックス社に潜入、そこでキャロル上院議員の暗殺現場に給仕として雇われていた男を目撃した。やはり暗殺事件はパララックス社の仕業であった。
ジョーはパララックス社が次のターゲットとして、やはり次期大統領候補であるハモンド上院議員をマークしていることを知り、その選挙演説会場に潜入する。

## キャスト
| 役名                         | 俳優                   | 日本語吹替 |
| 役名                         | 俳優                   | フジテレビ版 |
| ---------------------------- | ---------------------- | --- |
| ジョー・フラディ             | ウォーレン・ベイティ   | 柴田侊彦 |
| ビル・リンテルズ             | ヒューム・クローニン   | 千葉順二 |
| オースティン・タッカー       | ウィリアム・ダニエルズ | 西村知道 |
| リー・カーター               | ポーラ・プレンティス   | 弥永和子 |
| ネルソン・シュワルツコフ教授 | アンソニー・ザーブ     | |
| 不明 その他                  |                        | 徳丸完 村越伊知郎 塩見竜介 藤城裕士 竹口安芸子 緑川稔 筈見純 馬場はるみ 広瀬正志 鈴木れい子 鎗田順吉 黒部鉄 小出和明 |
|                              |                        | |
| 演出                         | 演出                   | 中野寛次 |
| 翻訳                         | 翻訳                   | 飯嶋永昭 |
| 効果                         | 効果                   | 遠藤堯雄 桜井俊哉 |
| 調整                         | 調整                   | 遠矢征男 |
| 制作                         | 制作                   | 東北新社 |
| 解説                         | 解説                   | 高島忠夫 |
| 初回放送                     | 初回放送               | 1979年11月2日 『ゴールデン洋画劇場』 DVD収録                                                                         |